# Quez Watkins
Terrance Watkins, detto Quez (9 giugno 1998), è un giocatore di football americano statunitense che milita nel ruolo di wide receiver per i Philadelphia Eagles della National Football League (NFL).

## Carriera

### Philadelphia Eagles
Watksins al college giocò a football alla Southern Mississippi University dal 2017 al 2019. Fu scelto nel corso del sestp giro (200º assoluto) del Draft NFL 2020 dai Philadelphia Eagles. Il 6 settembre fu inserito in lista infortunati, rimanendovi fino al 29 dello stesso mese. Debuttò come professionista subentrando nella gara del quinto turno contro i Pittsburgh Steelers. La sua stagione da rookie si concluse con 7 ricezioni per 106 yard e un touchdown in 6 presenze. L'anno successivo ebbe la più lunga ricezione dell'anno nella NFL, 91 yard.
Il 12 febbraio 2023 Watkins partì come titolare nel Super Bowl LVII ma gli Eagles furono sconfitti per 38-35 dai Kansas City Chiefs.

## Palmarès
- National Football Conference Championship: 1

Philadelphia Eagles: 2022